# Качановка (Винницкая область)
Кача́новка (укр. Качанівка) — село на Украине, находится в Хмельницком районе Винницкой области.
Код КОАТУУ — 0524882701. Население по переписи 2001 года составляет 1337 человек. Почтовый индекс — 22015. Телефонный код — 4338.
Занимает площадь 2,35 км².
В селе действует храм Успения Пресвятой Богородицы Хмельницкого благочиния Винницкой епархии Украинской православной церкви.

## Адрес местного совета
22015, Винницкая область, Хмельницкий р-н, с. Качановка, ул. Мира, 14